# Märkessjön
Märkessjön är en sjö i Vaggeryds kommun i Småland och ingår i Lagans huvudavrinningsområde. Sjön är 3,6 meter djup, har en yta på 0,058 kvadratkilometer och befinner sig 171 meter över havet.